# ミス・フランス

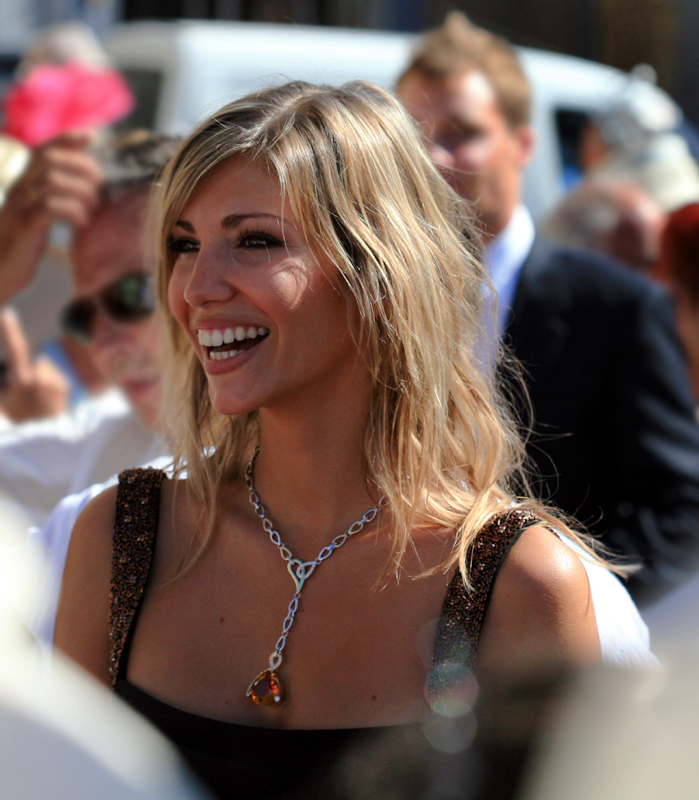
アレクサンドラ・ローゼンフェルド（ミス・フランス2006）

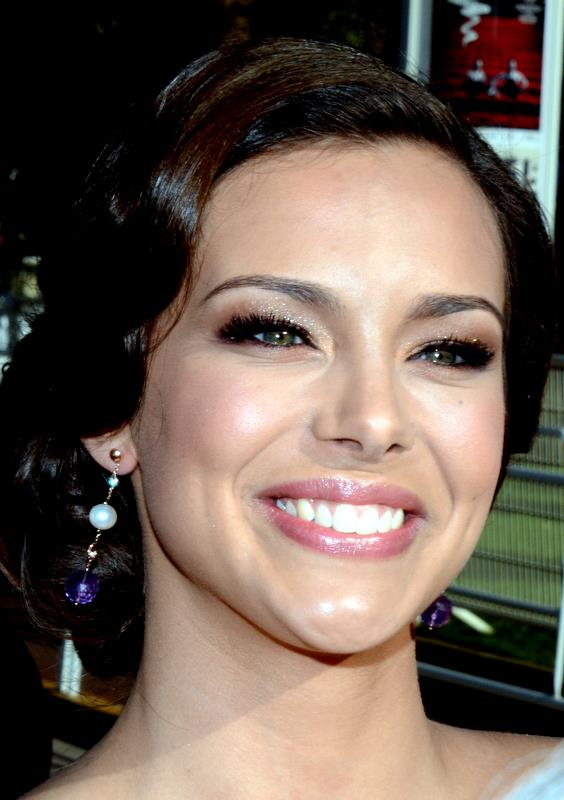
マリーヌ・ロルフェリン（ミス・フランス2013）

ミス・フランス（Miss France）は、1920年に始まったフランスを代表するミス・コンテスト。2002年以降、エンデモルが制作しており、ミス・フランスSASが主催している。現在、委員会会長は第72代に選出されたシルヴィ・テリエが務める。

## 概要
大会委員長はジュヌビエーブ・ド・フォントネーで、1995年からTF1で放送されている。（以前はFrance 3で放送されていた）
大会はフランス各地区とフランス領の各地域により行われ、水着、イブニングドレス、インタビューを審査し、審査員と視聴者投票によりミス・フランスを決定する。

## 出場資格
- フランス国籍、もしくは帰化者であり、大会開催年の11月15日時点で17歳から24歳までの女性で、なおかつ未婚であること。
- 身長が170cm以上

## 歴代出身者
- アニエス・スール（1920年）
- クローディーヌ・オージェ（1958年、準ミス・フランス）
- シルヴィ・テリエ (2002)
- アレクサンドラ・ローゼンフェルド（2006年、ミス・ヨーロッパ優勝）
- ヴァレリー・ベグ（2008年）
- マリカ・メナード（2010年）
- ローリー・チルマン（2011年）
- デルフィーヌ・ウエスピサー（2012年）
- マリーヌ・ロルフェリン（2013年）